# 양지시외버스정류장
양지시외버스정류장은 경기도 용인시 처인구 양지면 양지리에 위치한 대한민국의 시외버스정류장이다.

## 운행 노선
과거에는 부천, 안양, 방면 시외버스도 운행했으나 현재는 운행하지 않는다.
현재 서울남부버스터미널에서 진천시외버스터미널로 운행하는 노선만 이 곳을 정차한다.

### 시외버스
| 방면        | 행선지                             |
| ----------- | ---------------------------------- |
| 수도권 방면 | 남서울, 백암, 좌전, 죽산, 두원공대 |
| 충청권 방면 | 광혜원, 이월, 진천                 |

### 시내버스
이 곳에 있는 시내버스 정류장 이름은 "양지사거리"정류장이다.
● 경기도 도시형버스
- 10번 (수원역 ~ 백암터미널)
- 11번 (용인터미널 ~ 구봉말)
- 84-1번 (용인터미널 ~ 금륜사)
- 97번 (용인터미널 ~ 식금리)

## 특이 사항
- 승차권은 버스정류장 앞에 있는 복권판매점에서 판매한다.

- 승차권 외에도 행선지를 말하고 교통카드를 찍어도 된다.